# Mount Cadbury
Mount Cadbury ist ein 1800 m hoher Berg im Palmerland auf der Antarktischen Halbinsel. Er ist der östlichste Berg der Batterbee Mountains und ragt ostsüdöstlich des Mount Ness sowie 29 km östlich der Rymill-Küste am George-VI-Sund auf.
Die erste Sichtung dieses Küstenabschnitts wird dem US-amerikanischen Polarforscher Lincoln Ellsworth bei einem Überflug am 23. November 1935 zugesprochen. Allerdings scheint dabei der Blick auf den Berg durch Wolken oder umgebene Berge versperrt gewesen zu sein. Eine Vermessung nahmen 1936 Teilnehmer der British Graham Land Expedition (1934–1937) unter der Leitung des australischen Polarforschers John Rymill vor. Das UK Antarctic Place-Names Committee benannte ihn 1954 nach dem britischen Unternehmer Henry Tylor Cadbury (1882–1952), der eine Stiftung einrichtete zur Finanzierung der 1936 in Südgeorgien durchgeführte Instandsetzung der Penola, eines der beiden Schiffe der British Graham Land Expedition.